# Televízióstúdió

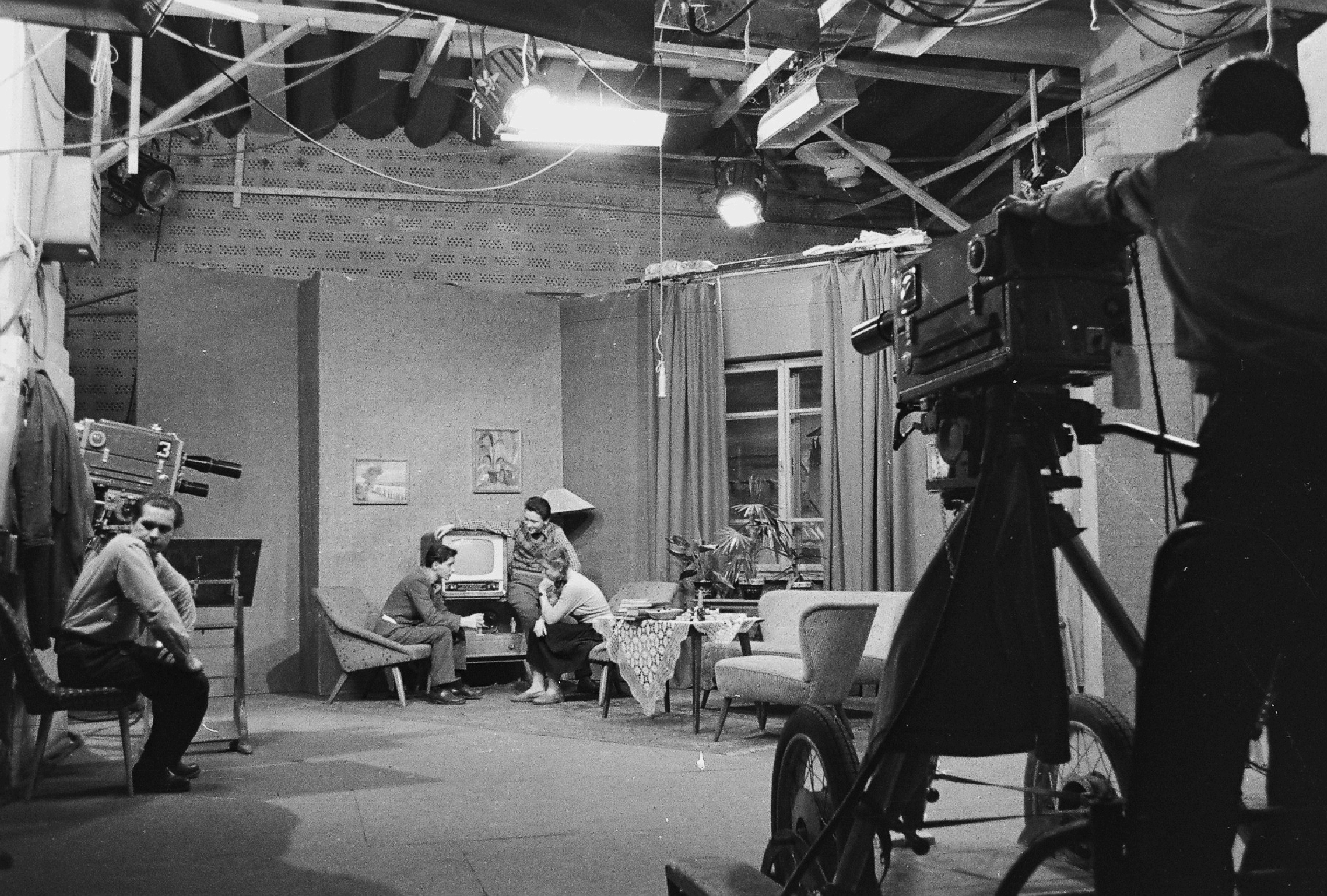
Az MTV stúdiója 1965-ben

A televízió stúdiójában rögzítik a televízióban látható műsorokat. A televízióban látható díszleteken kívül a stúdióban található még a vezérlő szoba, az öltöző, és a kelléktár is.
Bizonyos elvárások vannak a televízióstúdióval szemben is:
- Stúdiótér (műterem) – A stúdiótér padlójának nagyon simának, csendesnek és teherbírónak kell lennie. Nagyon jó kell hogy legyen az akusztika, ne legyen visszhangos vagy túl tompa. A hangmérnök még tud javítani valamennyit a pulton, vagy mikrofonozással. Világosítást träger-rendszerrel oldják meg. A stúdiótér világítása drága, mert az a lámpa is ott van, amit nem használnak, de a gyorsaság miatt szükséges (2-3 óra). Filmforgatásnál a hangárszerű helyiségben előbb a díszleteket építik fel, s csak aztán a világosító hidakat, de valamivel több idejük van rá (2-3 nap).
- Épületgépészet – Klímával kell rendelkeznie; munkavilágítás; erősáramú csatlakozók; különleges lift; háttérfüggöny (körfüggöny).
- Képtechnika – 3-4-5 kamera valamint újabb kamerák fogadása; statívok, pneumatikus statívok; krán; kábelek; csatlakozók (falba építve).
- CCU – Kamera vezérlése (iris, színegyensúly stb.); feliratozás; világosítók pultja.
- Vezérlő – Rendező; rendezőasszisztens vagy technikai rendező; szerkesztő; képvágó (külső képforrások fogadása is); súgógép vezérlése számítógéppel.
- Rögzítő – Adás rögzítése; bejátszások elindítása.
- Kommunikációs és interkommunikációs rendszer – doboz (kommunikáció a stúdió részei között pl: vezérlő – stúdiótér); adóvevő a stúdiótérben lévő világosítók és a CCU között; speciális elérhetőség a műsorvezetőnek (bogyós fülhallgató, telefon); kamerafüles, amin keresztül a kameramannok tudnak kommunikálni a rendezővel vagy egymással; ezen keresztül kommunikál még a stúdióasszisztens (a stúdió "felügyelője" és rendezője) is a rendezővel. A kameraman bólogatása a kamerával (mint válasz); col CCU (megnyomása ha technikai probléma van a kamerával, s nem tudok felszólni a fülesen); utasítórendszer (egyoldalú a vezérlőből); piros lámpa rendszer (Csend Adás!); négyhuzalos rendszer (oda-vissza hangkapcsolat a külső helyszínnel).
- Stúdió üzemi háttere – Díszletgyártás és korrekciója; makettműhely; jelmezkészítés és korrekciója; pirotechnika (láng, füst); technika; tűz és balesetvédelem.